# Betzabé Martínez Arango
Betzabé Martínez Arango (13 de septiembre de 1990) es una psicologa y política mexicana afiliada a Morena. Desde septiembre de 2024 es Diputada Federal del Congreso de la Unión por el segundo distrito del estado de Durango.

## Biografía
Es licenciada en Psicología por la Universidad Iberoamericana Torreón. Su formación profesional ha servido de base para su enfoque en temas sociales y de bienestar durante su carrera política. Antes de su incursión formal en la política, trabajó como directora de la Guardería Alegría del IMSS y como directora del DIF Municipal de Gómez Palacio.

## Trayectoria política
La trayectoria política de Martínez Arango comenzó con su candidatura a la presidencia municipal de Gómez Palacio en las elecciones de 2022, postulada por la coalición "Juntos Hacemos Historia" (Morena, PT y PVEM). Aunque no resultó electa, su participación la consolidó como una figura relevante en el ámbito político local.
En 2024 fue elegida diputada federal por el Distrito 2 de Durango para integrar la LXVI Legislatura del Congreso de la Unión. En un inicio, se integró al grupo parlamentario del Partido del Trabajo (PT), y posteriormente formalizó su adhesión a la bancada de Morena. Durante su tiempo en el Congreso, participó en las comisiones de Derechos de la Niñez y Adolescencia, Igualdad de Género y Presupuesto y Cuenta Pública.
En febrero de 2025, Martínez Arango solicitó y obtuvo una licencia por tiempo indefinido a su cargo como diputada federal, práctica común en la política mexicana para contender por la alcaldía de Gómez Palacio.
En 2025, Martínez Arango fue electa como presidenta municipal de Gómez Palacio para el periodo 2025-2028, bajo la coalición “Sigamos Haciendo Historia” (Morena-PT). Tras su victoria, se comprometió a conformar un gabinete municipal integrado por personas “honradas y comprometidas con el bienestar de la comunidad”.